# Reeltown
Reeltown est une localité du comté de Tallapoosa, dans l’Alabama.
Sa population était de 301 habitants en 2010.